# 南城村遗址
南城村遗址，位于中国河北省邯郸市磁县南城乡南城村西北古涧河主河道南岸台地上，时间为新石器时代至商、汉时期。2002年调查发现，2003年秋冬复查，2004年秋采取试探性的发掘。同时是南水北调工程重点文物考古项目之一。2013年5月，被国务院公布为第七批全国重点文物保护单位。